# 热尔蒙
热尔蒙（法語：Germont，法語發音：[ʒɛʁmɔ̃]）是法国大東部大區阿登省的一个市镇，属于武济耶区。

## 地理
热尔蒙（49°26'12"N, 4°52'35"E）面积4.77 平方千米，位于法国大東部大區阿登省，该省份为法国北部内陆省份，西接埃纳省，南至马恩省，东临默兹省，北与比利时接壤。
与热尔蒙接壤的市镇（或旧市镇、城区）包括：欧特、欧特吕什、巴尔河畔贝尔维尔和沙蒂永、布尔特欧布瓦、布里克奈、阿里库尔。

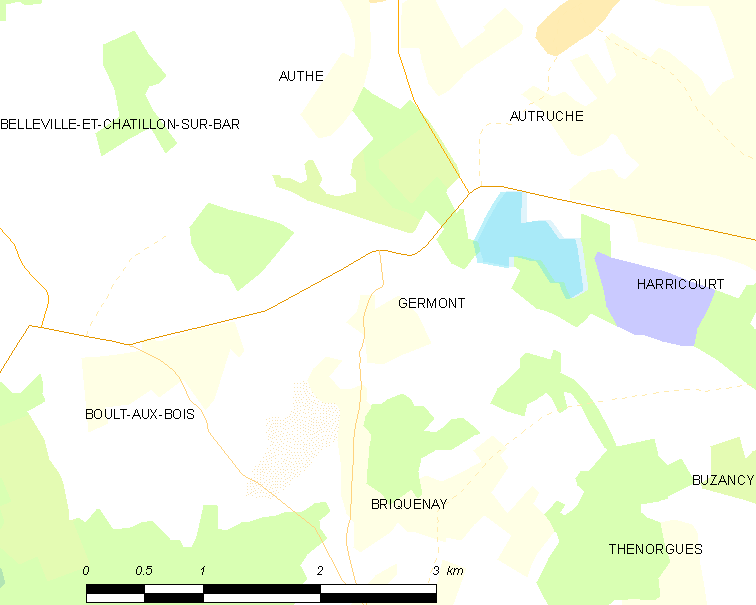
热尔蒙的OSM定位图

热尔蒙的时区为UTC+01:00、UTC+02:00（夏令时）。

## 行政
热尔蒙的邮政编码为08240，INSEE市镇编码为08186。

## 政治
热尔蒙所属的省级选区为武济耶县。

## 人口

1962-2008年间热尔蒙人口变化图示

热尔蒙于2022年1月1日时的人口数量为51人。